# Jean-François Le Gogal de Toulgoët
Pour les articles homonymes, voir Toulgoët.
Jean-François Le Gogal de Toulgoët est un homme politique français né le 12 juin 1751 à Carhaix (Finistère) et décédé le 24 mars 1813 à Paris.

## Biographie
Jean-François Le Gogal de Toulgoët est le fils de Jean François Le Gogal de Toulgoët, avocat, conseiller du roi et son procureur au siège royal de Carhaix, et de Vincente Jeanne Le Roux de Kervasdoué. Il est le frère de Théodore Le Gogal de Toulgoët.
Il est sénéchal de la principauté de Guémené-sur-Scorff sous l'Ancien Régime. Commandant de la garde nationale de Pontivy sous la Révolution, maire de la ville et juge au tribunal de district, il est député du Morbihan de 1808 à 1813.

## Sources
- « Jean-François Le Gogal de Toulgoët », dans Adolphe Robert et Gaston Cougny, Dictionnaire des parlementaires français, Edgar Bourloton, 1889-1891 [détail de l’édition]